# Силікатна (станція)
Силікатна (рос. Силикатная) — залізнична станція першого класу і зупинний пункт Курського напрямку Московської залізниці, у складі лінії МЦД-2. Розташовано за 36 км на південь від Москва-Пасажирська-Курська.
Силікатна є станцією тільки по III, IV головних колій (для вантажних поїздів). I, II колії не належать до станції, а належать до перегону Щербинка — Подольськ. Зупинний пункт Силікатна з двома пасажирськими платформами для електропоїздів знаходиться на I, II коліях за 1 км на південь від станції.
Станція знаходиться на території Новомосковського округу Москви (Поселення Рязановське). Зупинний пункт розташований на південь — на північній околиці міста Подольськ Московської області.